# Sistema de luces de seguridad de la FIA
El sistema de luces de seguridad de la FIA es un sistema de luces aprobado por la FIA usado generalmente en los campeonatos aprobados por la misma.

## Especificaciones y características
Podrán utilizarse luces para complementar o reemplazar las banderas agitadas roja, amarilla, verde, azul o blanca. Cuando se utilicen luces en una prueba, su descripción deberá figurar en el Reglamento Particular y, deberán respetarse las especificaciones siguientes:
- Las luces podrán ser lámparas incandescentes o reflectores clásicos, o presentarse bajo la forma de paneles compuestos por diodos electroluminiscentes (leds), o cualquier otro sistema luminoso capaz de reproducir fielmente los colores, aprobados por la FIA.
- La señalización luminosa debe ser de una potencia y/o de un tamaño suficientemente importante para ser vista sin riesgo de error desde una distancia de 250 metros a pleno sol.
- Las luces deberán iluminarse intermitentemente con una frecuencia de 3–4 Hz.
- El tipo de luces utilizado deberá dar una luz instantánea, con poco o ningún tiempo de reacción.
- Cada luz deberá tener un campo visual de al menos 70°.
- No deberán utilizarse luces de 360°.
- Para un máximo contraste de los colores, todas las luces deberán instalarse sobre un fondo negro mate.
- Las luces deberán estar equipadas de un dispositivo que informará al siguiente puesto de comisarios de su puesta en marcha.
- Las luces utilizadas deberán tener una saturación de color suficiente para diferenciar los colores, cualesquiera que sean las condiciones luminosas ambientales.

## Posiciones
Posición de las luces:
- Normalmente, cada instalación deberá incluir dos luces de cada color a utilizar.
- Las luces deberán espaciarse de modo que constituyan un juego distinguible de dos luces intermitentes. No debe parecer que no son más que una.
- Las luces roja y amarilla no deberán colocarse juntas.
- Las luces no deberán colocarse con un ángulo de más de 30° con respecto a la línea de visión principal, es decir, de la trayectoria.
- Las luces deberán estar reguladas siempre, según un ángulo tal que la superficie máxima sea visible durante el mayor tiempo posible.
- Las luces deberán estar equipadas de viseras, a fin de que los rayos del sol no dificulten su visibilidad.
- Las luces deberán estar enmarcadas en negro.

## Control de las luces
- Cada bandera deberá estar representada por una pareja de luces que se encenderán alternativa e intermitentemente, o por un panel luminoso intermitente; la señal azul a la salida del pit lane podrá consistir en una única luz intermitente.
- Si se juzgan necesarias las dobles banderas amarillas agitadas, deberán mantenerse.
- Las luces rojas sólo podrán ser comandadas desde la Dirección de Carrera.
- El resto podrán ser comandadas por los comisarios de pista o por la Dirección de Carrera.
- Si las luces están comandadas localmente, cada cuadro de control deberá estar concebido de forma que evite la posibilidad de accionamiento accidental y deberá tener indicadores de las luces que estén activadas.
- Deberá estar siempre disponible una fuente de alimentación eléctrica de repuesto.[1]

## Luces de comisarios
Denominado Marshal Lights en inglés, es el sistema más caro por lo cual sólo se usa actualmente en carreras de alto presupuesto, como la Fórmula 1 y las carreras de soporte de la misma. Se usó por primera vez en el Gran Premio de Singapur de 2008 de Fórmula 1 y se usa regularmente desde el Gran Premio de Gran Bretaña de 2009.
| Luz | Denominación                       | Forma de presentación | Significado |
| --- | ---------------------------------- | --- | --- |
| | Luz roja                           | Parpadeante | Detención de los entrenamientos o de la carrera ya sea por un accidente o por causas meteorológicas. Todos los pilotos deben reducir inmediatamente su velocidad, detenerse si es necesario y volver a los boxes (o al lugar previsto por el reglamento de la prueba). Está prohibido adelantar. Esta bandera se muestra únicamente por orden del director de carrera. Todos los semáforos del trazado se pondrán en rojo. |
| | Luz amarilla                       | Parpadeante | Reducir la velocidad y estar preparados para variar la trazada debido a la presencia de un peligro en un borde de la pista o en una parte de la misma. |
| Luz amarilla | Parpadeante a velocidad muy rápida | Reducir la velocidad, no adelantar y prepararse para variar la trazada o incluso para detenerse debido a la presencia de un peligro que obstruye la pista total o parcialmente. | |
| Se muestran normalmente en el puesto de señalización inmediatamente anterior al peligro, aunque en algunas ocasiones se pueden mostrar en más de uno. La presencia de esta bandera antes de la salida, por la imposibilidad de algún conductor de empezar, obliga a la cancelación de la salida. Tras dicha cancelación, se suele realizar otra vuelta de calentamiento. |                                    | | |
| | Luz amarilla y Luz Blanca          | Parpadenate la amarilla y estática la blanca | El coche de seguridad (safety car en inglés) está interviniendo en la pista, por lo hay que reducir la velocidad, no adelantar, e incluso estar preparados para detenerse y variar la trazada ya que un peligro obstruye de forma total o parcial la pista. |
| | Luz verde                          | Parpadeante | El peligro ha pasado y se puede volver a adelantar. Cuando el director de carrera lo requiera, se puede mostrar también durante la vuelta de calentamiento o al principio de una sesión de entrenamientos de forma simultánea en todos los puestos de señalización. |
| | Luz azul                           | Parpadeante | Tiene varios significados según cuándo se utilice: - Siempre (en entrenamientos y carreras): se muestra estática al final del pit lane para indicar al piloto que sale del pit lane que hay coches que se aproximan por la pista. El semáforo del pit lane también muestra una señal parpadeante luminosa azul. - En los entrenamientos: el piloto debe ceder el paso a un coche más rápido al cual se precede. - En la carrera: el piloto va a ser doblado por otro piloto ha realizado al menos una vuelta más. El piloto que será doblado debe permitir el adelantamiento tan pronto como sea posible. |
| | Luz amarilla con franjas rojas     | Estática | Existencia en la pista de un elemento que causa disminución de la adherencia, puede mostrarse por restos de aceite o por presencia de fragmentos de coche en pista, también se muestra en aquellas zonas del circuito donde la pista está seca y comienza a llover. Los conductores deberán reducir la velocidad en ese punto. |

## Luces de semáforos
Son usadas en la mayoría de campeonatos aprobados por la FIA.

### Semáforo de meta
- Luces rojas encendidas:
Permanezca inmóvil, prepárese a tomar la salida.
- Luces rojas apagadas:
Tome la salida.
- Luces amarillas intermitentes encendidas:
Permanezca inmóvil y apague el motor (si las luces amarillas se encienden después de las luces rojas, éstas deberán permanecer encendidas). El intervalo entre el encendido de las luces rojas y su apagado, será normalmente de 2 a 3 segundos.
- Señal de salida lanzada:
Las luces rojas sobre la Línea estarán encendidas durante la vuelta de formación. La señal de salida será dada mediante las luces verdes de salida, comandadas bajo el control del starter y en lugar de las luces rojas. Si se produce un problema cuando los vehículos se acercan a la
Línea al final de la vuelta de formación, las luces rojas seguirán encendidas.

### Semáforo de boxes
Se sitúa al final de la línea de boxes. Se compone de 2 luces rojas encima de una luz verde. Al lado se sitúan 3 luces azules.
- Luces rojas encendidas (pueden aparecer alternándose):
Permanezca inmóvil, prohibido salir de boxes.
- Luces rojas apagadas y verde encendida:
Tome la salida.
- Luces azules alternándose:
Hay vehículos en el trazado que se aproximan al final de la calle de boxes en la pista, hay que prestar atención y en caso de venir en vuelta lanzada, dejarlo pasar.